# Tameside
Tameside is een Engels district in het stedelijk graafschap (metropolitan county) Greater Manchester en telt 225.000 inwoners. De oppervlakte bedraagt 103 km².
Van de bevolking is 14,9% ouder dan 65 jaar. De werkloosheid bedraagt 3,3% van de beroepsbevolking (cijfers volkstelling 2001).

## Plaatsen in district Tameside
- Ashton-under-Lyne (hoofdplaats)
- Audenshaw
- Denton
- Droylsden
- Dukinfield
- Flowery Field
- Hyde
- Stalybridge

## Civil parishesin district Tameside
- Mossley

## Geboren
- Rob Holding (1995), voetballer